# Territ d'Alaska
El territ d'Alaska (Calidris mauri) és una espècie d'ocell de la família dels escolopàcids (Scolopacidae) que en estiu habita tundres costaneres de l'extrem nord-est de Sibèria i Oest d'Alaska, i en hivern costes i aiguamolls de l'oest, sud i est dels Estats Units i localment al nord de Sud-amèrica.